# Acireale
Para el municipio brasileño, véase Jací (São Paulo)
Acireale (Jaci o Aciriali en siciliano) es una comuna siciliana de 51.601 habitantes de la Ciudad metropolitana de Catania. Su superficie es de 39 km². Su densidad es de 1.246 hab/km². Las comunas limítrofes son Aci Castello, Aci Catena, Aci Sant'Antonio, Giarre, Riposto, Santa Venerina, y Zafferana Etnea.
Acireale es una ciudad renombrada por su tipología barroca situada sobre la costa oriental de Sicilia, 15 km al norte de Catania. Cuenta con algo más de 50.000 habitantes y por la cantidad de iglesias presentes en su territorio se la conoce como la ciudad «de las 100 campanas» o la «Vaticano del sur». Se encuentra junto al mar, pero a una altitud sobre el nivel del mar de unos 350 m. En la parte baja, junto al mar, se encuentra la fracción de Santa María la Scala.

## Historia
Los orígenes de Acireale son antiguos, se dice que era la ciudad griega de Xiphonia. Conoció un período de esplendor económico y artístico en la época de los bizantinos, quienes construyeron la fortaleza de Akis.
En el año de 1169, un violento terremoto obligó a sus habitantes de refugiarse en los pueblos vecinos, entre ellos Aci. Cuando el territorio pasó en manos de la monarquía española, Felipe IV, rey de España, cambió en 1642 el nombre de Aci bautizándola con el nombre de Acireale. 
Algunas décadas más tarde, en el 1693, la ciudad fue totalmente destruida por un nuevo devastante terremoto. El amor de sus habitantes por su ciudad inició un largo pero inarrestable proceso de reconstrucción que dio la luz a importantes monumentos de altísimo valor artístico y arquitectónico.
El día de hoy, Acireale es un importante centro agrícola y comercial, con fuerte vocación turística y termal, gracias a la presencia de algunas fuentes de aguas sulfúricas, cloruro-sódicas, iódicas y radiactivas.
El carnaval de Acireale es reconocido a nivel nacional como uno de los mejores y más animados de Italia.

## Fracciones
Las fracciones son Santa Maria La Scala, Santa Tecla, Stazzo, Pozzillo, Santa Maria Ammalati, Guardia, Mangano, Capomulini, San Cosmo, Balatelle, Pennisi, Fiandaca, Loreto, Piano d'Api, Aciplatani, Scillichenti, Santa Caterina, Santa Maria delle Grazie, Santa Maria la Stella, San Giovanni Bosco.

## Evolución demográfica
| Gráfica de evolución demográfica de Acireale entre 1861 y 2001 |
|                                                                |
| Fuente ISTAT - elaboración gráfica de Wikipedia                |